# Katharine Alexander
Katharine Alexander (Fort Smith, 22 settembre 1898 – Tryon, 10 gennaio 1981) è stata un'attrice statunitense.

## Filmografia parziale
- La famiglia Barrett (The Barretts of Wimpole Street), regia di Sidney Franklin (1934)
- Il velo dipinto (The Painted Veil), regia di Richard Boleslawski (1934)
- La morte in vacanza (Death Takes a Holiday), regia di Mitchell Leisen (1934)
- L'agente n. 13 (Operator 13), regia di Richard Boleslawski (1934)
- Splendore (Splendor), regia di Elliott Nugent (1935)
- Lo scandalo del giorno (After Office Hours), regia di Robert Z. Leonard (1935)
- Il cardinale Richelieu (Cardinal Richelieu), regia di Rowland V. Lee (1935)
- Voglio essere amata (She Married Her Boss), regia di Gregory La Cava (1935)
- The Girl from 10th Avenue, regia di Alfred E. Green (1935)
- L'ebbrezza dell'oro (Sutter's Gold), regia di James Cruze (1936)
- Simpatica canaglia (The Devil Is a Sissy), regia di W. S. Van Dyke (1936)
- Matrimonio d'occasione (As Good as Married), regia di Edward Buzzell (1937)
- Palcoscenico (Stage Door), regia di Gregory La Cava (1937)
- Vivo per il mio amore (That Certain Woman), regia di Edmund Goulding (1937)
- Sposiamoci in quattro (Double Wedding), regia di Richard Thorpe (1937)
- Non puoi impedirmi d'amare (In Name Only), regia di John Cromwell (1939)
- Notre Dame (The Hunchback of Notre Dame), regia di William Dieterle (1939)
- Broadway Serenade, regia di Robert Z. Leonard (1939)
- The Great Man Votes, regia di Garson Kanin (1939)
- Balla, ragazza, balla (Dance, Girl, Dance), regia di Dorothy Arzner (1940)
- Play Girl, regia di Frank Woodruff (1941)
- Perdutamente tua (Now, Voyager), regia di Irving Rapper (1942)
- The Vanishing Virginian, regia di Frank Borzage (1942)
- La commedia umana (The Human Comedy), regia di Clarence Brown (1943)
- Non parlare, baciami (Kiss and Tell), regia di Richard Wallace (1945)
- La telefonista della Casa Bianca (For the Love of Mary), regia di Frederick De Cordova (1948)
- La sposa rubata (John Loves Mary), regia di David Butler (1949)